# Enchelycore pardalis
 Enchelycore pardalis és una espècie de peix de la família dels murènids i de l'ordre dels anguil·liformes.

## Morfologia
Els mascles poden assolir els 92 cm de longitud total.

## Distribució geogràfica
Es troba des de Reunió fins a les Hawaii, les Illes de la Societat, el sud del Japó, el sud de Corea i Nova Caledònia.